# Акташ (город)
Акта́ш (узб. Oqtosh / Оқтош) — город (до 1967 года — посёлок), административный центр Нарпайского района Самаркандской области Узбекистана.

## География
Акташ находится в долине реки Зерафшан. Имеется железнодорожная станция Зирабулак (на линии Каган — Самарканд).

## Население
Население в 1991 году составляло 30 000 жителей. Численность населения в 2010 году — 40 000 человек.

## Промышленность
В городе функционируют ремонтно-механический, хлопкоочистительный и маслосыродельный заводы, мелькомбинат «Oqtoshdon» и Акташский газопровод.